# Daniel Bell (musicien)
Pour les articles homonymes, voir Daniel Bell et Bell.
Daniel Bell est un DJ et producteur américain de  techno minimale. Il produit depuis 1992 un certain nombre de morceaux sortis sur des labels comme Plus 8 ou 7th City.

## Style musical
Son style musical oscille particulièrement vers la techno minimale et il est considéré comme un des précurseurs du genre,,. Daniel Bell possède également ses propres labels nommés Accelerate, 7th City, Elevate (fondé avec Theo Parrish) et Harmonie Park. Il a par ailleurs aidé à créer des labels comme Frictional de Anthony Shakir ou encore le label Dataphysix Engineering de Dopplereffekt.